# Torre Plaza
La Torre Plaza es un edificio residencial que se encuentra cerca de la Plaza San Martín, en el barrio de Retiro, ciudad de Buenos Aires, Argentina. Debe su nombre a su cercanía al Plaza Hotel.

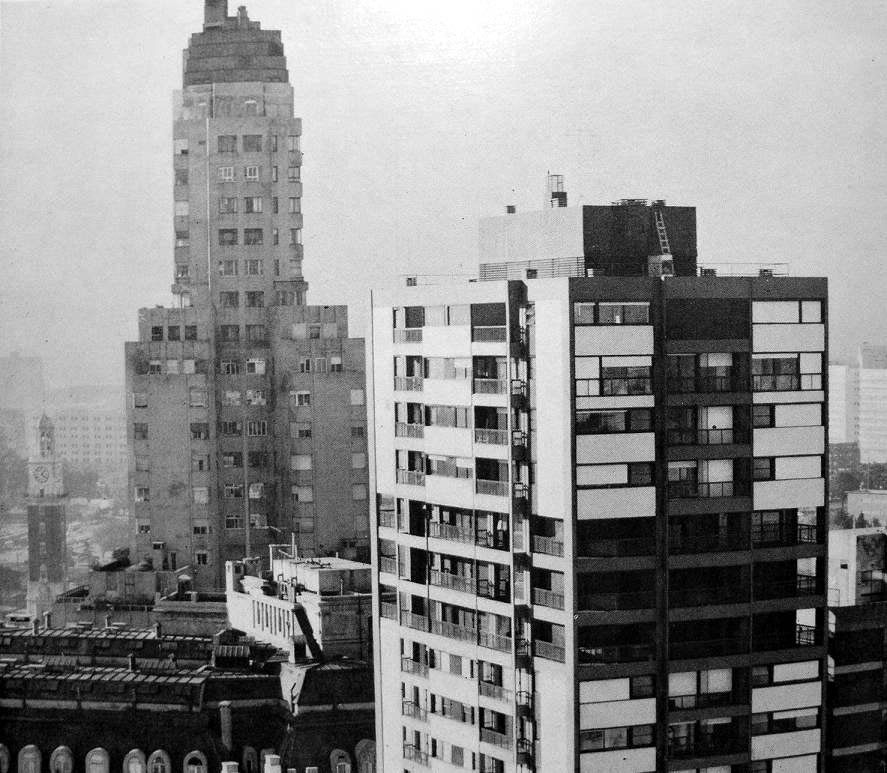
Junto al Edificio Kavanagh (1971)

Fue proyectada por el estudio de los arquitectos Aslan y Ezcurra en 1968, y se terminó en 1971. Las empresas constructoras a cargo fueron Petersen, Thiele y Cruz y Dragados y Construcciones Argentina S.A. (DYCASA). 
La Torre Plaza posee 3 subsuelos (el último aloja las salas de máquinas y los dos superiores, playas de estacionamiento), un basamento que comprende planta baja y entrepiso (5 locales comerciales con salida a la calle y depósitos, y hall de acceso revestido en mármol), y 23 pisos destinados a viviendas.
El núcleo ocupado por 3 ascensores fue situado en el centro del edificio, dejando el perímetro reservado para departamentos de 1, 2 y 3 dormitorios con dependencias de servicios. El coronamiento fue destinado a departamentos dúplex con jardín y pileta de natación.